# Asparagus filifolius
Asparagus filifolius är en sparrisväxtart som beskrevs av Antonio Bertoloni. Asparagus filifolius ingår i släktet sparrisar, och familjen sparrisväxter. Inga underarter finns listade i Catalogue of Life.